# 细砂岩

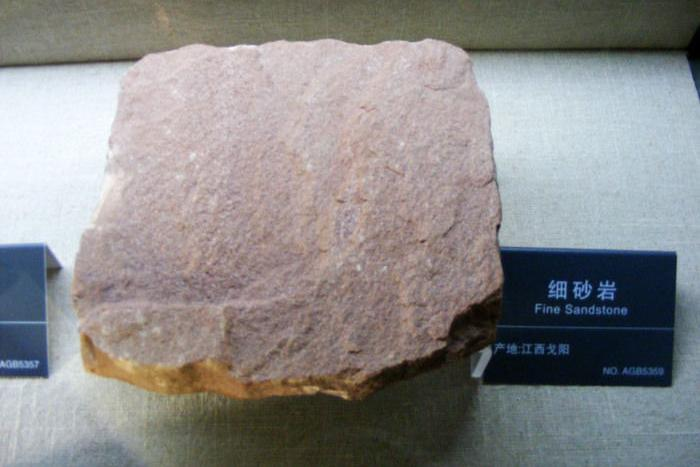

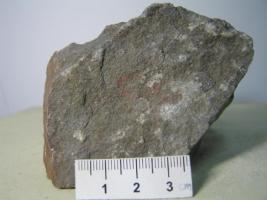
两块细砂岩标本

细砂岩（英語：fine sandstone）指颗粒直径在 0.25-0.1 mm 的砂岩。

## 特征描述
细砂岩由石英颗粒(沙子)形成，结构稳定，主要含硅、钙、黏土和氧化铁。细砂岩是一种沉积岩，主要由砂粒胶结而成。其中砂粒含量应大于50%。细砂岩是源区岩石经风化、剥蚀、搬运在盆地中堆积形成。